# Gerard Bunk
Gerard Bunk (Rotterdam, 4 maart 1888 – Kamen, 13 september 1958) was een Duits organist, pianist, cembalist, koordirigent en componist van Nederlandse afkomst.

## Achtergrond
Hij werd geboren binnen het gezin van onderwijzer Gerardus Cornelis Bunk en Maria Reijger. G. C. Bunk (1850-1941) was behalve onderwijzer ook volkszangpionier in Rotterdam. Hij schreef bijvoorbeeld Toonstelsel en notenschrift, was leider van dames- en kinderkoor G. C. Bunk, en docent zang en muziek aan de Vormschool voor onderwijzeressen. Broer Alexander (Alex) Bunk was voor korte tijd pianist, bestierde een piano-, muziek- en boekwinkel en gaf pianolessen. Neef van Gerard Bunk was de componist Koos van de Griend.

## Leven
Hij kreeg zijn muziekopleiding aan het Rotterdams Conservatorium, meest van Anton Verheij (piano). Hij was in Rotterdam ook organist van Gebouw Irene. Hij speelde toen als pianist tevens kamermuziek, in 1906 begeleidde hij nog Pauline de Haan-Manifarges van achter de piano. Na een kort verblijf in Kingston upon Hull en Londen (bij Mark Hambourg) vertrok hij in 1906 naar Bielefeld voor lessen van Hans Hermanns. In 1907 volgde leerling de leermeester op als pianodocent aan het Conservatorium van Bielefeld. Voor het bespelen van het orgel was hij grotendeels autodidact. Hij gebruikte zijn pianospel als basis voor zijn orgelspel. In mei 1910 nam Bunk deel aan het Max Reger-festival te Dortmund en werd op aanraden van Reger benoemd aan het Hüttner Conservatorium, alwaar hij piano- en orgellessen gaf. Vanaf 1912 was hij organist van de Oud-Katholieke Krimkapel en vanaf 1920 de organist van de Sint-Petruskerk te Dortmund. Daarnaast was hij een gevraagd kamermusicus, waaronder het Dortmundtrio met Paul van Kempen en Carl Roser. Ook vormde hij met Friedrich Enzen en Rudolf Evler een trio. In 1925 was hij de opvolger van Carl Holtschneider als organist van de Sint-Reinoutkerk en kantor van de Bachvereniging aldaar. Hij zou er meer dan 500 concerten geven.
Hij was daarbij ook de beluisteren via radio-uitzendingen, die gedaan werden van de Sint-Reinoutkerk, waarbij soms ook het Bielefelder kinderkoor te hroen was. In 1928 naturaliseerde hij zich tot Duitser. Hij ontmoette toen ook Albert Schweitzer, met wie hij sinds 1910 correspondeerde. Vanaf 1930 bespeelde hij ook het orgel van de Dortmundse synagoge, een taak die hij in 1933 neerlegde. In diezelfde jaren was hij dirigent van een orkest van beroepsmusici in Dortmund. In 1936 werd hij benoemd tot muziekdirecteur van de Evangelischer Oberkirchenrat in Pruissen. Toen de Sint-Reinoutkerk op 23 mei 1943 werd vernietigd, week Bunk uit naar de Sint-Nicolaaskerk in Dortmund. In 1952 werd hij organist van de Westfalenhalle op een orgel dat speciaal voor hem gemaakt was. In 1954 kon hij terugkeren naar de herbouwde Sint-Reinoutkerk. Eerst bespeelde hij een provisorisch orgel, maar in 1958 werd in samenspraak met hem een nieuw orgel geplaatst. Dat was van korte duur, want kort daarop overleed hij.

## Componist
Als componist schreef hij voornamelijk werken voor het orgel. Daarbij was hij beïnvloed door Felix Mendelssohn Bartholdy en César Franck. Na zijn symfonie opus 75 uit 1925 deed hij het rustiger aan. De eisen werd te hoog, maar ook diende de nieuwe muziek zich aan. In 1940 begon hij aan zijn oratorium Grosz ist Gottes Herrlichtkeit, dat pas in 1948 haar première beleefde. Vanaf dan stond het componeren op een laag pitje en kwamen er veelal arrangementen uit van eigen werk, dan wel bekende werken van anderen, zoals Johann Sebastian Bach.
In 1958 verscheen nog zijn autobiografie Gerard Bunk, Liebe zur Orgel. Erinnerungen aus einem Musikerleben.

## Werken (Selectie)

### Werken voor koor
- "Der 1. Psalm" voor sopraansolo, koor en orgel, op. 47 (1912). Bärenreiter, Kassel 2013
- "Weihnachtslegende" voor drie vrouwenstemmen, op. 72 (1921). Bärenreiter, Kassel 2013
- "Selig seid ihr Armen", Motet voor achtstemmig koor Chor a capella, op. 77 (1930/57). Bärenreiter, Kassel 2013
- "Sollt ich meinem Gott nicht singen", Motet voor vierstemmig koor a capella, op. 83 (1947). Bärenreiter, Kassel 2013

### Werken voor orgel

#### Losse uitgaven
- 7 Variaties op "O Sanctissima" op. 4a (1906). Butz (in: O Sanctissima! Romantische Orgelbearbeitungen des Weihnachtsliedes " O du fröhliche"), Sankt Augustin 1999
- Einleitung, Variationen und Fuge über ein altniederländisches Volkslied d-Moll op. 31 (1908). Butz, Sankt Augustin 2000
- Sonate für Orgel f-moll, op. 32 (1909/10; revidiert 1930). Bärenreiter, Kassel 2002
- Marche festivale A-dur op. 43 / Pièce héroïque C-dur op. 49 (1912/1914). Butz (als "Zwei festliche Orgelstücke"), Sankt Augustin 2004
- 8 Charakterstücke für Orgel, op. 54 (1910–1919). Möseler, Wolfenbüttel 2003
- 6 Orgelstücke, op. 65 (1919–1936). Möseler, Wolfenbüttel 2006
- Choralimprovisationen (1956–1958). Butz, Sankt Augustin 2002

#### Verzamelalbums
- Sämtliche Orgelwerke. Bärenreiter, Kassel 2008–2015

I
- 7 Variaties op "O Sanctissima" op. 4a (1906)
- Preludium en Fuga over een thema uit de "Eroica-Symphonie" van Beethoven op. 8 (1906)
- Sonatine d-moll op. 10 (1906/07)
- 4 Orgelstücke im polyphonen Styl op. 12 (1906/07)
- 5 Orgelstücke op. 16 (1907)

II
- Praeludium und Fuga d-Moll op. 17 (1907)
- 5 Orgelstücke op. 18 (1907)
- 5 Stücke op. 28 (1907–1912)
- Legende g-moll op. 29 (1908)

III
- Einleitung, Variationen und Fuge über ein altniederländisches Volkslied d-moll op. 31 (1908)
- Sonate f-moll op. 32 (1909/10; revidiert 1930)
- Passacaglia a-moll op. 40 (1911; revidiert 1929)

IV
- Marche festivale A-dur op. 43 (1912)
- Pièce héroïque C-dur op. 49 (1914)
- 8 Charakterstücke op. 54 (1910–1919)
- Fantasie c-moll op. 57 (1915)

V
- 6 Orgelstücke op. 65 (1916–1936)
- Variationen und Fuge über das Altniederländische Volkslied "Merck toch hoe sterck" für Cembalo op. 80 (1937)
- Musik für Orgel c-moll op. 81 (1939)

VI
- "Wilhelmus van Nassouwe" en Choral "Nun danket alle Gott" (1907)
- Kleine Fantasie über C.H.D.B. für Orgel oder Klavier (?)
- Choralvorspiel "Wachet auf, ruft uns die Stimme" (1956?)
- (37) Choralimprovisationen (1956–1958)
- Gerard Bunk: "Liebe zur Orgel. Erinnerungen aus einem Musikerleben" (CD mit Faksimile der Erstauflage)

- Ausgewählte Orgelwerke. Breitkopf, Wiesbaden 1996
  - Legende g-moll op. 29 (1908)
  - Passacaglia a-moll op. 40 (1911; revidiert 1929)
  - Fantasie c-moll op. 57 (1915)

#### Andere werken
- "Bist du bei mir", Aria in oude stijl voor mezzosopraan (of sopraan), met orgel, ad libitum Violoncello (1907) / "Wo du hingehst", Aria in oude stijl voor mezzeosopraan en orgel, ad libitum viool, altviool of hobo (1908). Butz (als Zwei Arien), Sankt Augustin 2003
- Legende f-mineur voor orgel en blaaskwartet op. 55a (1914). Bärenreiter, Kassel 2022
- Legende fis-mineur voor orgel en strijkorkest of strijkkwartet op. 55b (1914; bearbeitet 1945). Butz, Sankt Augustin 1999
- Andante sostenuto E-majeur voor orgel en strijkorkest op. 75IIIa (1923–1925; bearbeitet 1948). Butz, Sankt Augustin 2003

- Biblioteca Nacional de España: XX5154681
- Bibliothèque nationale de France: cb14083744n (data)
- Gemeinsame Normdatei: 118517414
- International Standard Name Identifier: 0000 0001 0798 1540
- Library of Congress Control Number: no89021347
- Nationale Bibliotheek van Letland: 000036646
- MusicBrainz: ca8eb25b-c450-48c3-9c5e-ebd99f64688a
- Nationale Bibliotheek van Tsjechië: xx0130199
- Nederlandse Thesaurus van Auteursnamen: 075232049
- Virtual International Authority File: 25393547
- WorldCat: E39PBJhMp3rtCwTyD6Kvvm8t8C